# سیلویو پیریلو
سیلویو پیریلو (پرتغالی: Sylvio Pirillo; ۲۷ ژوئیهٔ ۱۹۱۶ – ۲۲ آوریل ۱۹۹۱) بازیکن و مربی فوتبال اهل برزیل بود.

## باشگاهی
از باشگاه‌هایی که در آن بازی کرده‌است می‌توان به باشگاه فوتبال فلامینگو، باشگاه فوتبال بوتافوگو، باشگاه ورزشی اینترناسیونال و باشگاه فوتبال پنیارول اشاره کرد.
وی در سال ۱۹۵۷ سرمربی تیم ملی فوتبال برزیل بوده است.